# Megasport Arena
Megasport Arena (rusky Дворец спорта «Мегаспо́рт» имени А. В. Тарасова, Palác sportu Megasport A. V. Tarasova) je multifunkční aréna v Moskvě v Rusku, postavená při příležitosti konání 71. mistrovství světa v ledním hokeji 2007. Maximální kapacita činí 14 500 diváků. Od sezóny 2021/2022 je domácím stadionem hokejového klubu Spartaku Moskva.
Aréna je dějištěm mistrovství světa v krasobruslení 2011.